# 李君旭
李君旭（1953年12月—2014年2月9日），浙江缙云人，中华人民共和国作家、周总理遗言制造者。

## 生平
1975年，担任杭州汽轮机厂学徒；1976年，周恩来去世，他伪造“总理遗言”，影响全国，后被带走审查。四人帮被逮捕后，释放回家。1980年后，供职于《浙江日报》社、杭州大学，但因文革狱难中身体折磨的后遗症所困。
2014年去世。

## 著作
著有《啊！龙》、《遗言震动世界》。

## 相关
- 总理遗言案